# Джордж Вільям Гілл

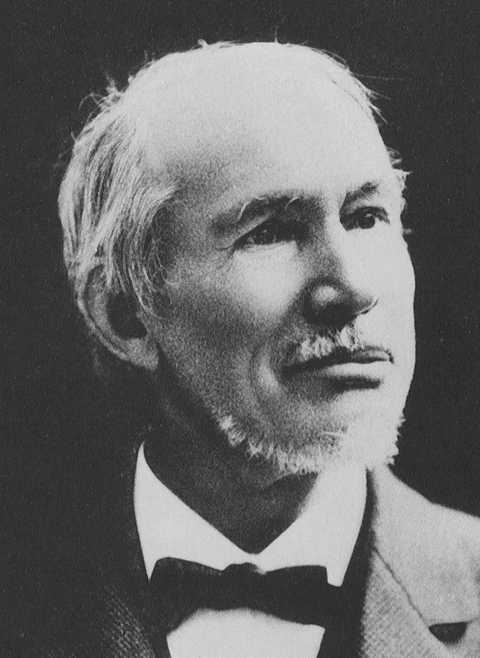

Джордж Вільям Гілл (англ. George William Hill; 3 березня 1838, Нью-Йорк  — 16 квітня 1914, Вест-Ньяк поблизу Нью-Йорка) — американський астроном і математик, чиї методи обчислення орбіт небесних тіл використовуються й донині. Завдяки своїй роботі з орбітальних збурень та задачі трьох тіл, він був одним із найважливіших астрономів-теоретиків свого часу.

## Життєпис
Гілл закінчив Університет Ратґерса в 1859 році. Від 1861 року він працював в офісі Морського альманаху в Массачусетсі. Тут він інтенсивно працював над теорією місячної орбіти та розробив математичні методи наближеного розв'язання задачі трьох тіл, зокрема диференційного рівняння Гілла. Щоб мати змогу точніше розрахувати орбіти планет навколо Сонця для астрономічних щорічників, він також зробив свій внесок у розв'язання задачі багатьох тіл. У 1865 році його було обрано до Американської академії мистецтв і наук, а в 1874 році до Національної академії наук США.
Гілл був президентом Американського математичного товариства від 1894 до 1896 року. Між 1887 і 1910 роками він отримав кілька наукових премій в Англії та Франції (1887 року — золоту медаль лондонського Королівського астрономічного товариства), а близько 1910 року був обраний до кількох королівських академій, зокрема Единбурзької, Бельгійської, Італійської, Амстердамської та Шведської. З 1903 року він був членом-кореспондентом Академії наук у Парижі. У 1907 році обраний почесним членом Лондонського математичного товариства.
Сфера Гілла, рівняння Гілла, астероїд (1642) Гілл та місячний кратер Гілл також названі на його честь.